# Isla Bauzá
La isla Bauzá, se encuentra en Nueva Zelanda. Se ubica justo al sur de la isla Secretary a la salida del fiordo Doubtful Sound, en el Parque nacional de Fiordland, en la isla Sur. El acceso al fiordo se realiza por el paso Patea, de menos de un kilómetro de ancho. Al norte, isla Bauzá está separada de la isla Secretary por el estrecho canal Te Awaatu (también denominado The Gut), con 200 m en el punto más estrecho. Las aguas que separan ambas islas por la Reserva Marina del Canal Te Awaatu. El canal es surcado a menudo por barcos de excursión del fiordo Doubtful Sound.
La isla Bauzá está deshabitada. Recibió su nombre del español Felipe Bauzá, cartógrafo jefe de la Expedición Malaspina, viaje científico y político a América, Oceanía y Asia, desarrollado entre 1789 y 1794, organizado por España.

## Conservación
Siendo la isla Bauzá relativamente pequeña, es, sin embargo, de gran valor natural. Tiene un arbusto originario de allí. El armiño fue el único animal invasor que se aclimató a la isla, de donde se le erradicó entre 2002 y 2004 a base de trampeo.  Esta es una de las nueve islas de la región de Fiorland que no tienen especies animales invasoras.
En 2003, antes de la erradicación del armiño, se llevó a la isla un grupo de tiekes de isla Sur, que fueron cazados por los armiños. Después de la erradicación, en 2010, se liberaron con éxito 39 tiekes procedentes de la isla Breaksea.

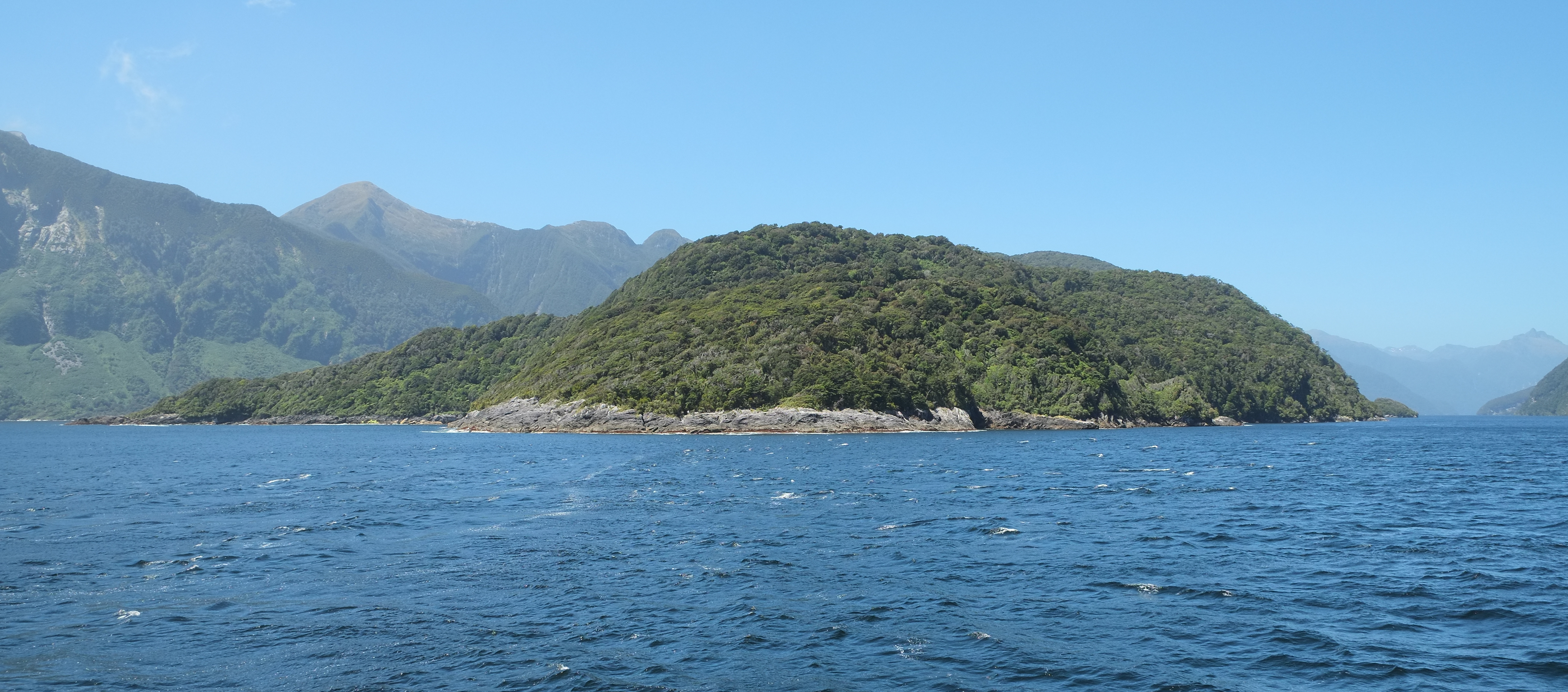
Isla Bauzá.

## Creación de la página
- Esta obra contiene una traducción total derivada de «Bauza Island» de Wikipedia en inglés, concretamente de esta versión, publicada por sus editores bajo la Licencia de documentación libre de GNU y la Licencia Creative Commons Atribución-CompartirIgual 4.0 Internacional.

- Datos: Q811968
- Multimedia: Bauza Island / Q811968